# 黑爾埃迪 (紐約州)
黑爾埃迪（英語：Hale Eddy）是位於美國紐約州特拉華縣的非建制地區。

## 歷史
黑爾埃迪的郵局於1854年設立，其後於1966年停運。

## 地理
黑爾埃迪所處的海拔為高於海平面297米（即974英呎），而該地所採用的時區為UTC-5，即北美东部时区（EST）。同時該地設有夏令時間，為UTC-5調快一小時，即UTC-4（EDT）。